# Szilárd György
Szilárd György, születési nevén Hirschler György (Budapest, 1906. november 15. – Budapest, 1980. október 10.) a Művészeti Alap igazgatója.

## Élete
Hirschler Izidor (1875–1911) vésnök és Guttmann Anna (1882–1944) gyermekeként született zsidó családban. Apját fiatalon elvesztette, édesanyja második férje, Szilárd Frigyes örökbe fogadta és nevére vette. Érettségi után tisztviselő volt a Phőnix Biztosítónál, majd a Rex Mérleggyárban, 1931 és 1944 között ügynökként dolgozott az Adria Biztosító Társulatnál. A második világháború idején többször behívták munkaszolgálatra, anyja a holokauszt áldozata lett. A háború után az Állami Biztosító főosztályvezetője, a Népművelési Minisztérium osztályvezetője, majd a MOKÉP és az Országos Moziüzemi Igazgatóság (OMI) igazgatója volt. 1954-től a Képzőművészeti Alap, 1968-tól az 1975-ben bekövetkezett nyugalomba vonulásáig a Magyar Népköztársaság Művészeti Alapját igazgatta.
Házastársa Blám Ármin és Adler Julianna lánya, Anna volt, akit 1933. június 18-án Budapesten vett nőül. 1947-ben elváltak.
A Farkasréti temetőben helyezték végső nyugalomra.

## Díjai, elismerései
- Magyar Népköztársasági Érdemérem (1952)
- Szocialista Munkáért Érdemérem (1955)
- Munka Érdemrend (1958)
- Munka Érdemrend arany fokozata (1966, 1970)
- Munka Vörös Zászló érdemrendje (1975)[6]